# 칠정산
《칠정산》(七政算)은 운동하는 천체의 위치를 계산하는 방법을 서술한 산법서다. 《칠정산》의 "칠정"이란 해, 달, 화성, 수성, 목성, 금성, 토성을 말한다.
칠정산은 중국의 수시력과 대통력, 그리고 중국을 통해 건너온 이슬람 역법인 회회력을 기반으로 해서 한양의 경위도에 맞는 밤낮의 길이와 일출입 시간 계산의 보정치를 추가한 것이다. 즉 중국력의 보정수단으로서 부속되는 것이며 독립적인 역법이 아니다.

## 칠정산 내편
1442년(세종 24년) 정인지, 정흠지, 정초 등이 만들어 1444년(세종 26년)에 출판하였다. 원나라의 수시력과 명나라의 『태음통궤(太陰通軌)』 및 『태양통궤(太陽通軌)』를 참고로 하여 수시력의 원리와 방법을 이해하기 쉽게 해설하고 있다. 아울러 날짜 계산과 24절기의 예보에 대하여 서술하고 있으며, 책의 마지막 부분에는 한양(당시 서울)을 기준으로 하여 동지와 하지 후의 일출몰 시각과 밤낮의 길이를 나타낸 표가 포함되어 있다. 이로써 칠정산은 당시 조선의 행정이 천체학과 역법을 완전히 이해하고 새롭게 서울을 기준으로 천문학을 재정비한 기술력을 보여준다고 할 수 있다.

## 칠정산 외편
『칠정산』 외편은 이순지(李純之, 1406~1465)와 김담(金淡, 1416~1464) 등이 만든 역서로, 총 5책이며, 정확한 편찬 시기는 알려지지 않았다. 태음력법인 회회력(回回曆)을 참고하여 만들었으며, 여러 가지 천문 계산에 필요한 상수들과 수표 및 계산 방법을 제시할 뿐만 아니라, 일식과 월식의 예보와 행성의 운동에 관해서도 서술하고 있다. 비록 일부 내용에 당시의 상황을 고려한 세시풍속에 대한 반영부분이 있기는 하지만, 1년의 길이를 365.2425일로 계산하는 등 근본적으로 산술계산에 의한 결과로 인해 많은 부분에서 상당히 과학적이다.

## 기술력
칠정산의 기후와 날씨에 대한 예측은 농업사회인 조선시대에서는 매우 중요한 행정영역이며 이러한 맥락에서 칠정산은 매우 의미있는 과학적 저술로 언급된다.
칠정산 내편이 동양의 24절기등을 다루는 중국등의 역법에 대한 기술력를 전제한다면 칠정산 외편은 서양권에서 다루는 회회력을 이해하고 이를 칠정산 내편과 동등하게 다룸으로써 세상을 다양하고 균형있게 바라봄으로써 실용적으로 행정을 펼치려는 기술력을 보여준다.

## 같이 보기
- 훈민정음
- 태양계